# Anthurium fasciale
Anthurium fasciale är en kallaväxtart som beskrevs av Luis Aloysius, Luigi Sodiro. Anthurium fasciale ingår i släktet Anthurium och familjen kallaväxter. Inga underarter finns listade.